# Young Merlin
Young Merlin foi um jogo de Super Nintendo lançado em 1994. Foi desenvolvido pela Westwood Studios.